# Meux
Meux település Franciaországban, Charente-Maritime megyében. Lakosainak száma 329 fő (2022. január 1.). Meux Allas-Champagne, Champagnac, Saint-Ciers-Champagne, Saint-Germain-de-Vibrac és Réaux sur Trèfle községekkel határos.

## Népesség
A település népességének változása:
| Lakosok száma | 264  | 274  | 310  | 291  | 296  | 300  | 316  | 325  | 330  | 329  |
|               | 1968 | 1982 | 1990 | 2006 | 2013 | 2015 | 2017 | 2019 | 2020 | 2022 |